# Cantone di El Empalme
Il Cantone di El Empalme è un cantone dell'Ecuador che si trova nella Provincia del Guayas.
Il capoluogo del cantone è Velasco Ibarra.